# 3:36 (Music to Sleep To)
3:36 (Music to Sleep To) è un album in studio della cantante statunitense Poppy, pubblicato il 17 ottobre 2016 con il titolo That Poppy, poi ripubblicato il 18 settembre 2020 con il titolo Poppy dalla sua casa discografica I'm Poppy Records.
L'album è stato composto con l'assistenza di polisonnografi della Scuola di Medicina dell'Università Washington a Saint Louis  al fine del facilitare il sonno ed incoraggiare un buon riposo.

## Descrizione
Dopo aver abbandonato la casa di produzione Island Records il 23 settembre 2016, Poppy annunciò sul suo profilo Twitter che della nuova musica sarebbe arrivata nell'ottobre dello stesso anno. Il 10 ottobre 2016, rivelò la copertina dell'album e la sua data di distribuzione, il titolo fu rivelato il 13 ottobre 2016. Il 16 ottobre, giorno precedente alla pubblicazione, fu annunciato che l'album sarebbe stato pubblicato esclusivamente sul Bandcamp di Poppy. Inizialmente pubblicato senza una casa di produzione alle spalle, è l'unico album di Poppy senza un'etichetta discografica.
L'album è un set di brani strumentali prodotti da Poppy e Titanic Sinclair. Ogni traccia, eccetto per Obnoxious Blocks, era stata già usata precedentemente come musica di sottofondo nei video di Poppy prima della pubblicazione ufficiale su Bandcamp. In seguito la cantante menzionò e fece propaganda per l'album nel video Ambient Music. Nel video, dichiara che la sua vera passione è comporre musica ambientale, e che parte dei ricavi dell'album andranno in beneficenza. 
Il 18 settembre 2020, l'album fu ri-pubblicato sotto I'm Poppy Records. La tracklist fu riordinata, lasciando solo Obnoxious Blocks e Phonic nelle loro posizioni originali; inoltre presenta una versione alternativa di Me Time Me e nuove canzoni negli slot di Air People e Telepathy. In seguito alla ri-pubblicazione, molte delle tracce furono usate come musica di sottofondo nei video di trucco di Poppy.
Il 23 gennaio 2024 la canzone Drop in the Ocean fu usata nel video teaser per il singolo V.A.N. fra Poppy e la banda metal Bad Omens.

## Accoglienza
La rivista Rolling Stone ha definito l'album «intenzionalmente soporifero».

## Tracce

### 2016
1. Obnoxious Blocks – 4:42
2. Mind Aide – 4:34
3. Catholic Camera – 3:59
4. Drop in the Ocean – 4:38
5. Me Time Me – 4:46
6. Phonic – 4:32
7. Glass Milk – 4:04
8. Telepathy – 4:06
9. Air People – 4:36
10. Doctor Bite – 4:25

### 2020
1. Obnoxious Blocks – 4:42
2. Glass Milk – 4:04
3. Air People – 3:34
4. Doctor Bite – 4:25
5. Drop in the Ocean – 4:38
6. Phonic – 4:32
7. Telepathy – 3:54
8. Me Time Me – 3:12
9. Catholic Camera – 3:59
10. Mind Aide – 4:34